# Squalidus argentatus
Squalidus argentatus är en fiskart som först beskrevs av Sauvage och Dabry de Thiersant, 1874.  Squalidus argentatus ingår i släktet Squalidus och familjen karpfiskar. IUCN kategoriserar arten globalt som otillräckligt studerad. Inga underarter finns listade i Catalogue of Life.